# Foreningen Af Danske Spiludviklere
Foreningen af Danske Spiludviklere er også kendt som International Game Developers Association Denmark eller IGDA DK. Foreningen er stiftet i 2006 og har siden da arbejdet for computerspilsbranchens interesse i Danmark.
Foreningens aktiviteter inkluderer Nordic Game Jam, der har været en stor inspirationen til mange Game Jam's verden over under Global Game Jam.